# São João de Loure
São João de Loure is een plaats en freguesia in de Portugese gemeente Albergaria-a-Velha en telt 2 152 inwoners (2001).